# Голубой дракон (кинопремия, 2022)
43-я церемония вручения кинопремии «Голубой дракон» (кор. 제43회 청룡영화상) — ежегодная церемония награждения за достижения в области кинематографа в Южной Корее, организованная «Sports Chosun», дочерним брендом «Чосон ильбо», состоялась 25 ноября 2022 года в KBS Hall в Ёыйдо, Сеул. Трансляция велась в прямом эфире на канале KBS2.
На 43-й церемонии награждения, которую вели Ким Хе Су (в 29-й раз) и Ю Ён Сок (в 5-й раз), было присуждено 18 наград в 18 категориях. Номинации на 15 категорий были объявлены 8 ноября 2022 года для корейских фильмов, вышедших в прокат с 15 октября 2021 года по 30 октября 2022 года. Фильм «Решение уйти» получил 13 номинаций в 13 категориях и выиграл 7 наград, включая награды за лучший фильм, лучшего режиссёра, лучшую мужскую роль, лучшую женскую роль, лучший сценарий, лучшую музыку и награды за популярность среди звёзд.

## Номинанты и лауреаты
Номинанты на 43-ю кинопремию «Голубой дракон» были объявлены 8 ноября 2022 года. Победители перечислены первыми, выделены жирным шрифтом и отмечены знаком «★».
| Категория                                                                              | Номинанты и лауреаты                                                           | Номинанты и лауреаты                                                 |
| -------------------------------------------------------------------------------------- | ------------------------------------------------------------------------------ | -------------------------------------------------------------------- |
| Лучший фильм Награду представляли: Чон Хэ Ин и Хван Чон Мин                            | ★ Решение уйти                                                                 | ★ Решение уйти                                                       |
| Лучший фильм Награду представляли: Чон Хэ Ин и Хван Чон Мин                            | Охота                                                                          |                                                                      |
| Лучший фильм Награду представляли: Чон Хэ Ин и Хван Чон Мин                            | Серый кардинал                                                                 |                                                                      |
| Лучший фильм Награду представляли: Чон Хэ Ин и Хван Чон Мин                            | Битва у острова Хансан                                                         |                                                                      |
| Лучший фильм Награду представляли: Чон Хэ Ин и Хван Чон Мин                            | Посредники                                                                     |                                                                      |
| Лучший режиссёр Награду представляли: Рю Сын Ван и Чхве Джиу                           |                                                                                | ★ Пак Чхан Ук — «Решение уйти»                                       |
| Лучший режиссёр Награду представляли: Рю Сын Ван и Чхве Джиу                           | Пён Сон Хён — «Серый кардинал»                                                 |                                                                      |
| Лучший режиссёр Награду представляли: Рю Сын Ван и Чхве Джиу                           | Ли Джонджэ — «Охота»                                                           |                                                                      |
| Лучший режиссёр Награду представляли: Рю Сын Ван и Чхве Джиу                           | Ким Ханмин — «Битва у острова Хансан»                                          |                                                                      |
| Лучший режиссёр Награду представляли: Рю Сын Ван и Чхве Джиу                           | Хан Джэ Рим — «Чрезвычайная ситуация»                                          |                                                                      |
| Лучший режиссёр Награду представляли: Рю Сын Ван и Чхве Джиу                           | Хирокадзу Корээда — «Посредники»                                               |                                                                      |
| Лучшая мужская роль Награду представляли: Соль Кён Гу и Чон Рё Вон                     |                                                                                | ★ Пак Хэ Иль — «Решение уйти» (за роль Хэджуна)                      |
| Лучшая мужская роль Награду представляли: Соль Кён Гу и Чон Рё Вон                     | Соль Кён Гу — «Серый кардинал» (за роль Ким Ум Бёма)                           |                                                                      |
| Лучшая мужская роль Награду представляли: Соль Кён Гу и Чон Рё Вон                     | Ли Джонджэ — «Охота» (за роль Пак Пёнхо)                                       |                                                                      |
| Лучшая мужская роль Награду представляли: Соль Кён Гу и Чон Рё Вон                     | Сон Кан Хо — «Посредники» (за роль Санхёна)                                    |                                                                      |
| Лучшая мужская роль Награду представляли: Соль Кён Гу и Чон Рё Вон                     | Чон Усон — «Охота» (за роль Ким Чондо)                                         |                                                                      |
| Лучшая мужская роль Награду представляли: Соль Кён Гу и Чон Рё Вон                     | Ли Бёнхон — «Чрезвычайная ситуация» (за роль Пак Джэхёка)                      |                                                                      |
| Лучшая женская роль Награду представляли: Мун Со Ри и Ха Чон У                         |                                                                                | ★ Тан Вэй — «Решение уйти» (за роль Со-рэ)                           |
| Лучшая женская роль Награду представляли: Мун Со Ри и Ха Чон У                         | Ём Джон А — «Жизнь прекрасна» (за роль О Се Ён)                                |                                                                      |
| Лучшая женская роль Награду представляли: Мун Со Ри и Ха Чон У                         | Им Юна — «Кооперация 2: Интернэшнл» (за роль Пак Мин Ён)                       |                                                                      |
| Лучшая женская роль Награду представляли: Мун Со Ри и Ха Чон У                         | Чхон У Хи — «Телеведущая» (за роль Чон Се Ра)                                  |                                                                      |
| Лучшая женская роль Награду представляли: Мун Со Ри и Ха Чон У                         | Пак Содам — «Особый груз» (за роль Чо Ю Чон)                                   |                                                                      |
| Лучшая мужская роль второго плана Награду представляли: Хо Джун Хо и Ким Ю Джон        |                                                                                | ★ Пён Ю Хан — «Битва у острова Хансан» (за роль Вакидзава Ясухару)   |
| Лучшая мужская роль второго плана Награду представляли: Хо Джун Хо и Ким Ю Джон        | Лим Сиван — «Чрезвычайная ситуация» (за роль Рю Джинсока)                      |                                                                      |
| Лучшая мужская роль второго плана Награду представляли: Хо Джун Хо и Ким Ю Джон        | Ко Гён Пё — «Решение уйти» (за роль Сувана)                                    |                                                                      |
| Лучшая мужская роль второго плана Награду представляли: Хо Джун Хо и Ким Ю Джон        | Пак Чи Хван — «Криминальный город 2» (за роль Чан И Су)                        |                                                                      |
| Лучшая мужская роль второго плана Награду представляли: Хо Джун Хо и Ким Ю Джон        | Дэниел Хенни — «Кооперация 2: Интернэшнл» (за роль Джэка)                      |                                                                      |
| Лучшая женская роль второго плана Награду представляли: Ким Сон Ён и Пак Сон Ун        |                                                                                | ★ О На Ра — «Возможно, любовь» (за роль Миэ)                         |
| Лучшая женская роль второго плана Награду представляли: Ким Сон Ён и Пак Сон Ун        | Ли Джонхён — «Решение уйти» (за роль Джон Ан)                                  |                                                                      |
| Лучшая женская роль второго плана Награду представляли: Ким Сон Ён и Пак Сон Ун        | Чон Хеджин — «Охота» (за роль Пхан Джу Кён)                                    |                                                                      |
| Лучшая женская роль второго плана Награду представляли: Ким Сон Ён и Пак Сон Ун        | Ким Со Джин — «Чрезвычайная ситуация» (за роль Хи Джин)                        |                                                                      |
| Лучшая женская роль второго плана Награду представляли: Ким Сон Ён и Пак Сон Ун        | Со Ын Су — «Эксперимент «Ведьма»» (за роль Чохён)                              |                                                                      |
| Лучший актёр-новичок Награду представляли: Чон Джэ Кван и Ли Юми                       |                                                                                | ★ Ким Дон Хви — «В расцвете сил» (за роль Хан Джи У)                 |
| Лучший актёр-новичок Награду представляли: Чон Джэ Кван и Ли Юми                       | Му Джин Сон — «Возможно, любовь» (за роль Ю Джина)                             |                                                                      |
| Лучший актёр-новичок Награду представляли: Чон Джэ Кван и Ли Юми                       | Со Ингук — «Корабль в Пусан» (за роль Пак Чон Ду)                              |                                                                      |
| Лучший актёр-новичок Награду представляли: Чон Джэ Кван и Ли Юми                       | Ли Со Джун — «Битва у острова Хансан» (за роль Сахи)                           |                                                                      |
| Лучший актёр-новичок Награду представляли: Чон Джэ Кван и Ли Юми                       | Он Сону — «Жизнь прекрасна» (за роль Чону)                                     |                                                                      |
| Лучшая актриса-новичок Награду представляли: Гон Сын Ён и Ок Тхэгён                    |                                                                                | ★ Ким Хе Юн — «Девушка на бульдозере» (за роль Гу Хе Ён)             |
| Лучшая актриса-новичок Награду представляли: Гон Сын Ён и Ок Тхэгён                    | Шин Си А — «Эксперимент «Ведьма»» (за роль девушки «Исходная точка Ковчега 1») |                                                                      |
| Лучшая актриса-новичок Награду представляли: Гон Сын Ён и Ок Тхэгён                    | Ли Джиын — «Посредники» (за роль Соён)                                         |                                                                      |
| Лучшая актриса-новичок Награду представляли: Гон Сын Ён и Ок Тхэгён                    | Ким Шин Ён — «Решение уйти» (за роль Ёнсу)                                     |                                                                      |
| Лучшая актриса-новичок Награду представляли: Гон Сын Ён и Ок Тхэгён                    | Ко Юнджон — «Охота» (за роль Чо Ю Чон)                                         |                                                                      |
| Лучший режиссёр-новичок Награду представляли: Чхон У Хи и Ли Хён У                     |                                                                                | ★ Ли Джонджэ — «Охота»                                               |
| Лучший режиссёр-новичок Награду представляли: Чхон У Хи и Ли Хён У                     | Чо Ын Джи — «Возможно, любовь»                                                 |                                                                      |
| Лучший режиссёр-новичок Награду представляли: Чхон У Хи и Ли Хён У                     | Ли Сан Ён — «Криминальный город 2»                                             |                                                                      |
| Лучший режиссёр-новичок Награду представляли: Чхон У Хи и Ли Хён У                     | Чон Чжи Ён — «Телеведущая»                                                     |                                                                      |
| Лучший режиссёр-новичок Награду представляли: Чхон У Хи и Ли Хён У                     | Пак И Ун — «Девушка на бульдозере»                                             |                                                                      |
| Лучший сценарий                                                                        | ★ Пак Чхан Ук, Чон Со Кен — «Решение уйти»                                     | ★ Пак Чхан Ук, Чон Со Кен — «Решение уйти»                           |
| Лучший сценарий                                                                        | Ли Джонджэ, Чо Сын Хи — «Охота»                                                |                                                                      |
| Лучший сценарий                                                                        | Ким Ханмин, Юн Хонги — «Битва у острова Хансан»                                |                                                                      |
| Лучший сценарий                                                                        | Бен Сон Хен, Ким Мин Су — «Серый кардинал»                                     |                                                                      |
| Лучший сценарий                                                                        | Хирокадзу Корээда — «Посредники»                                               |                                                                      |
| Лучший монтаж                                                                          |                                                                                | ★ Ким Сан Бом — «Охота»                                              |
| Лучший монтаж                                                                          | Ким Сан Бом — «Решение уйти»                                                   |                                                                      |
| Лучший монтаж                                                                          | Ли Кан Хи, Ан Хен Гон — «Битва у острова Хансан»                               |                                                                      |
| Лучший монтаж                                                                          | Ким Сан Бом — «Серый кардинал»                                                 |                                                                      |
| Лучший монтаж                                                                          | Ким Сонмин — «Криминальный город 2»                                            |                                                                      |
| Лучшая операторская работа и освещение                                                 |                                                                                | ★ Ли Мо Гэ, Ли Сон Хван — «Охота»                                    |
| Лучшая операторская работа и освещение                                                 | Ким Чжи Ен, Син Сан Ель — «Решение уйти»                                       |                                                                      |
| Лучшая операторская работа и освещение                                                 | Ким Тхэ Сон, Ким Ген Сок — «Битва у острова Хансан»                            |                                                                      |
| Лучшая операторская работа и освещение                                                 | Чо Хен Рэ, Ли Гиль Гю — «Серый кардинал»                                       |                                                                      |
| Лучшая операторская работа и освещение                                                 | Хон Ген Пе, Пак Чжон У — «Посредники»                                          |                                                                      |
| Лучшая работа художника-постановщика                                                   |                                                                                | ★ Хан А Рым — «Серый кардинал»                                       |
| Лучшая работа художника-постановщика                                                   | Рю Сон Хи — «Решение уйти»                                                     |                                                                      |
| Лучшая работа художника-постановщика                                                   | Пак Иль Хён — «Охота»                                                          |                                                                      |
| Лучшая работа художника-постановщика                                                   | Пак Гю Бин — «Битва у острова Хансан»                                          |                                                                      |
| Лучшая работа художника-постановщика                                                   | Сон Мин Чжон, Ким Ен Бок — «Жизнь прекрасна»                                   |                                                                      |
| Лучшая музыка                                                                          |                                                                                | ★ Чо Ён Ук — «Решение уйти»                                          |
| Лучшая музыка                                                                          | Чо Ён Ук — «Охота»                                                             |                                                                      |
| Лучшая музыка                                                                          | Ким Тхэ Сон — «Битва у острова Хансан»                                         |                                                                      |
| Лучшая музыка                                                                          | Чон Джэ Иль — «Посредники»                                                     |                                                                      |
| Лучшая музыка                                                                          | Ким Чжун Сок — «Жизнь прекрасна»                                               |                                                                      |
| Технические достижения                                                                 |                                                                                | ★ Ха Мен Хэн, Юн Сон Мин — «Криминальный город 2» (боевые искусства) |
| Технические достижения                                                                 | Квак Чжон Э — «Решение уйти» (костюмы)                                         |                                                                      |
| Технические достижения                                                                 | Чон Сон Чжин, Чон Чхоль Мин — «Битва у острова Хансан» (визуальные эффекты)    |                                                                      |
| Технические достижения                                                                 | Хон Чжон Хо — «Чрезвычайная ситуация» (визуальные эффекты)                     |                                                                      |
| Технические достижения                                                                 | Джегаль Сон — «Пришельцы» (визуальные эффекты)                                 |                                                                      |
| Лучший короткометражный фильм Награду представляли: Юн Си Юн и Кан Сора                | ★ Зажги в 2 ночи / Light It Up at 2 AM                                         | ★ Зажги в 2 ночи / Light It Up at 2 AM                               |
| Лучший короткометражный фильм Награду представляли: Юн Си Юн и Кан Сора                | Гут / Goot                                                                     |                                                                      |
| Лучший короткометражный фильм Награду представляли: Юн Си Юн и Кан Сора                | Гудок / Beep                                                                   |                                                                      |
| Лучший короткометражный фильм Награду представляли: Юн Си Юн и Кан Сора                | Я не робот / I'm Not a Robot                                                   |                                                                      |
| Лучший короткометражный фильм Награду представляли: Юн Си Юн и Кан Сора                | Чаепитие с мистером Паком / Teatime with Mr.Park                               |                                                                      |
| Лучший короткометражный фильм Награду представляли: Юн Си Юн и Кан Сора                | Другая жизнь / Other Life                                                      |                                                                      |
| Лучший короткометражный фильм Награду представляли: Юн Си Юн и Кан Сора                | Когда ты вырстешь / When You Grow Up                                           |                                                                      |
| Популярная звезда Награду представляли: Ким Хе Су и Ю Ён Сок                           | ★ Ко Гён Пё                                                                    | ★ Ко Гён Пё                                                          |
| Популярная звезда Награду представляли: Ким Хе Су и Ю Ён Сок                           | ★ Ли Джиын                                                                     |                                                                      |
| Популярная звезда Награду представляли: Ким Хе Су и Ю Ён Сок                           | ★ Дэниел Хенни                                                                 |                                                                      |
| Популярная звезда Награду представляли: Ким Хе Су и Ю Ён Сок                           | ★ Им Юна                                                                       |                                                                      |
| Выбор зрителей за самый популярный фильм Награду представляли: Пак Чи Хван и Чин Сонгю | ★ Криминальный город 2                                                         | ★ Криминальный город 2                                               |
| Выбор зрителей за самый популярный фильм Награду представляли: Пак Чи Хван и Чин Сонгю | Битва у острова Хансан (2-е место)                                             |                                                                      |
| Выбор зрителей за самый популярный фильм Награду представляли: Пак Чи Хван и Чин Сонгю | Кооперация 2: Интернэшнл (3-е место)                                           |                                                                      |
| Выбор зрителей за самый популярный фильм Награду представляли: Пак Чи Хван и Чин Сонгю | Охота (4-е место)                                                              |                                                                      |
| Выбор зрителей за самый популярный фильм Награду представляли: Пак Чи Хван и Чин Сонгю | Эксперимент «Ведьма» (5-е место)                                               |                                                                      |

### Фильмы с наибольшим количеством номинаций
| Количество | Фильм                    |
| ---------- | ------------------------ |
| 13         | Решение уйти             |
| 10         | Битва у острова Хансан   |
| 10         | Охота                    |
| 7          | Посредники               |
| 7          | Серый кардинал           |
| 5          | Чрезвычайная ситуация    |
| 4          | Жизнь прекрасна          |
| 4          | Криминальный город 2     |
| 3          | Возможно, любовь         |
| 2          | Телеведущая              |
| 2          | Кооперация 2: Интернэшнл |
| 2          | Девушка на бульдозере    |
| 2          | Эксперимент «Ведьма»     |

### Фильмы с наибольшим количеством побед
| Победы | Фильм                    |
| ------ | ------------------------ |
| 7      | Решение уйти             |
| 3      | Охота                    |
| 2      | Криминальный город 2     |
| 2      | Кооперация 2: Интернэшнл |

## Выступления
| Порядок | Артисты              | Исполнение                       | Ист.          |
| ------- | -------------------- | -------------------------------- | ------------- |
| 1       | NewJeans             | «Hype Boy» + «Attention»         | [ 11 ] [ 12 ] |
| 2       | IVE                  | «Love Dive» + «After Like»       | [ 11 ] [ 12 ] |
| 3       | Зико                 | «Any Song» + «New Thing»         | [ 11 ] [ 12 ] |
| 4       | Чон Хун Хи & La Poem | «Mist (안개)» (Решение уйти OST) | [ 11 ] [ 12 ] |